# Sándor Balassa
Dans le nom hongrois Balassa Sándor, le nom de famille précède le prénom, mais cet article utilise l’ordre habituel en français Sándor Balassa, où le prénom précède le nom.
Sándor Balassa est un compositeur hongrois né à Budapest le 20 janvier 1935 et mort le 14 mai 2021 dans la même ville.

## Biographie
Sándor Balassa naît le 20 janvier 1935 à Budapest,. 
Il travaille comme ouvrier d'usine avant d'étudier la musique au Conservatoire Béla Bartók entre 1952 et 1956, puis à l'université de musique Franz-Liszt entre 1960 et 1965, où il est élève en composition d'Endre Szervánszky,. 
Entre 1964 et 1980, Balassa est producteur musical à la radio hongroise. Il est ensuite professeur d'orchestration à l'université de musique Franz-Liszt, de 1981 à 1996,. 
Récipiendaire de nombreux prix et distinctions en Hongrie, il est l'auteur comme compositeur d'une « musique de structure et d'effet pragmatique, sous un délicat vernis de couleurs impressionnistes »,. 
Sándor Balassa meurt le 14 mai 2021 à Budapest. 

## Compositions
Parmi les compositions de Sándor Balassa figurent notamment :

### Musique de chambre et instrumentale
- Bagatelles et Séquences pour piano (1957) ;
- Septuor de cuivres (1965) ;
- Dimensioni pour flûte et alto (1966) ;
- Quintette à vent (1966) ;
- Quatuor pour percussion, opus 18 (1969) ;
- Trio pour violon, alto et harpe, opus 19 (1970) ;
- Xenia pour nonette, opus 20 (1970) ;
- Quintette de cuivres, opus 31 (1979).

### Musique pour orchestre
- Concerto pour violon (1964) ;
- Iris, opus 22 (1971) ;
- Lupercalia, opus 24, pour bois et cuivres, concerto à la mémoire d’Igor Stravinsky (1972) ;
- Tabulae, opus 25, pour orchestre de chambre (1972) ;
- Chant de Glarus, opus 29 (1978) ;
- Calls and Cries, opus 33, commande pour le centenaire de l'Orchestre symphonique de Boston, création le 21 octobre 1982.

### Musique scénique
- Az ajtón Kívül, opus 27, opéra, d'après Wolfgang Borchert (Hors la Porte, 1973-1976 ; création à Budapest, 1978).

### Musique vocale
- Tresses, monologue pour soprano et orchestre de chambre, opus 2 (1963) ;
- Âge d'or, cantate (1965) ;
- 3 Mélodies pour soprano et trio à cordes (1965) ;
- Zénith pour soprano et orchestre (1967) ;
- Antinomia pour soprano, clarinette et violoncelle, opus 14 (1968) ;
- Requiem pour Lajos Kassák, pour soprano, ténor, baryton, chœur et orchestre, opus 15 (1969) ;
- Cantate Y, pour soprano et orchestre, opus 21 (1971) ;
- des mélodies et des motets.